# 川本武史
川本 武史（かわもと たけし、1995年2月19日 - ）は、日本の男子競泳選手。愛知県瀬戸市出身。2020年東京オリンピック競泳日本代表。50mバタフライ・100mバタフライ日本記録保持者。

## 経歴
瀬戸市立水南小学校、瀬戸市立南山中学校、豊川高校、中京大学出身
2015年日本選手権の100mバタフライで派遣標準記録を突破し、2位に入ったので世界選手権の代表に選出された。2015年世界水泳選手権では予選落ちに終わった。
2021年日本選手権兼東京オリンピック選考会では100mバタフライの準決勝で河本耕平が12年前に出した記録に並ぶ日本タイ記録を樹立、決勝では派遣標準記録（51秒70）を突破する51秒25で2位に入り、オリンピック日本代表に選出された。
2020年東京オリンピック競泳男子100mバタフライ予選では51秒93のタイムで全体の20位となり予選敗退となった。